# Kradenbach

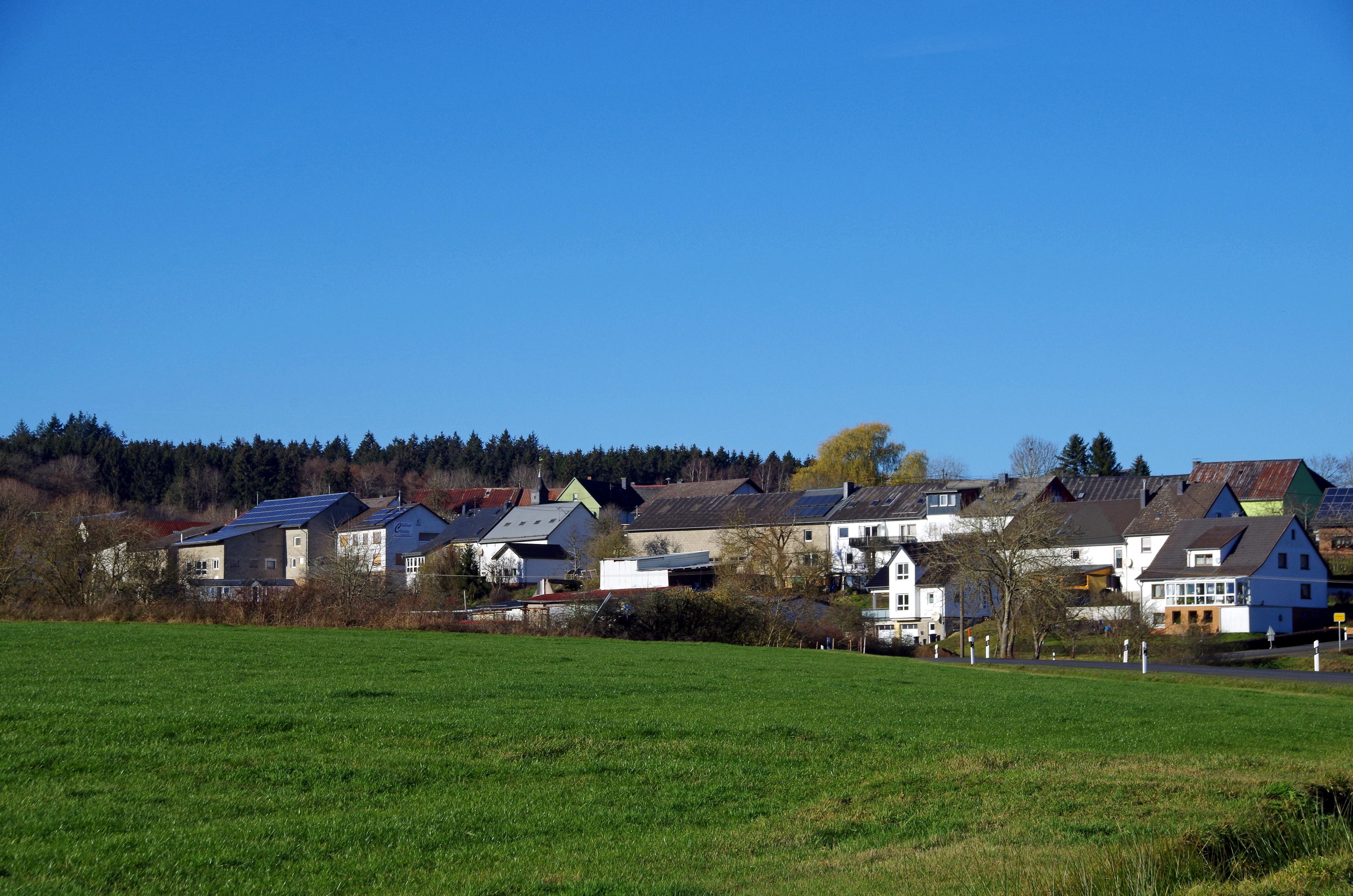
Kradenbach von Südosten

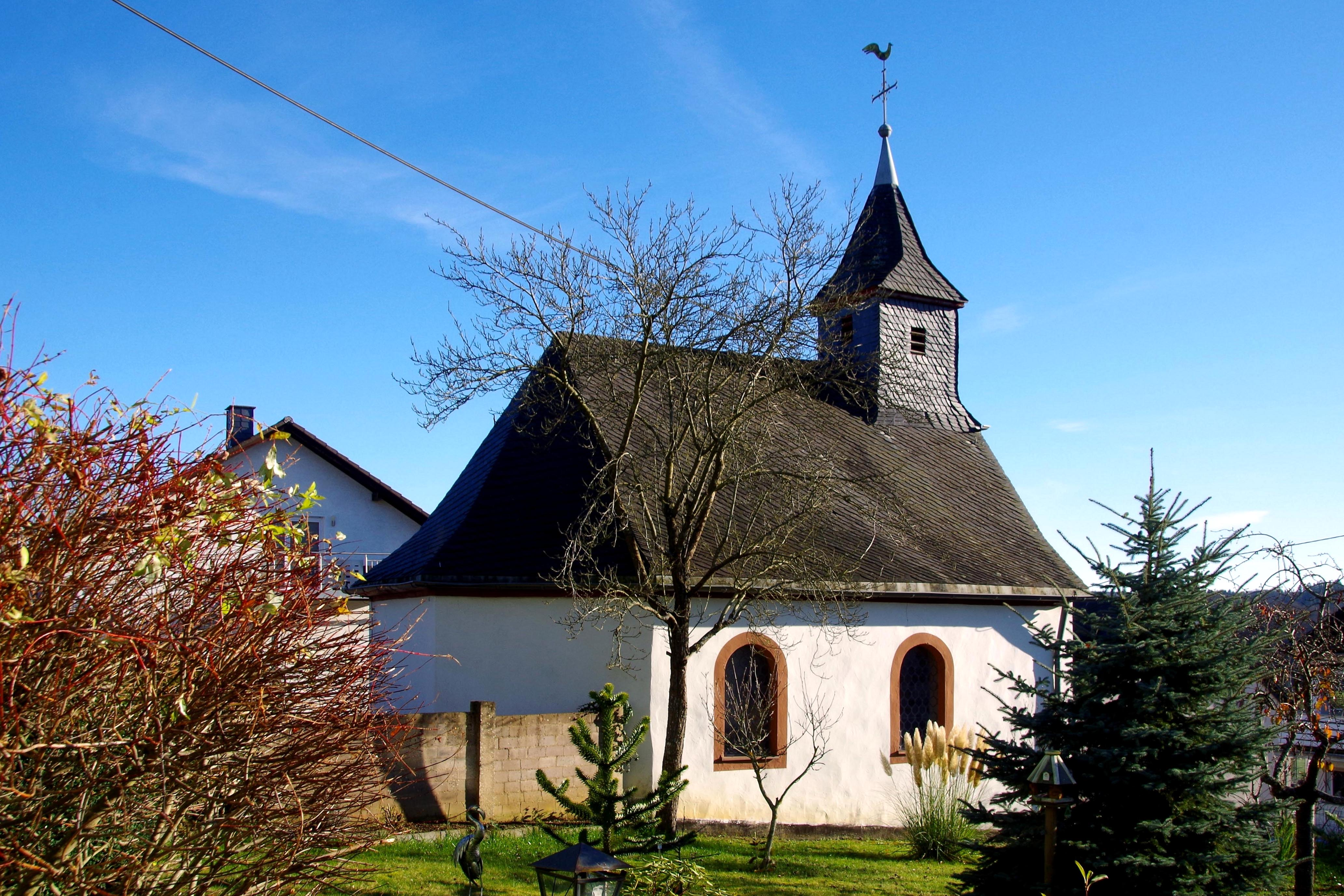
Kapelle St. Maternus (1785)

Kradenbach ist eine Ortsgemeinde im Landkreis Vulkaneifel in Rheinland-Pfalz. Sie gehört der Verbandsgemeinde Daun an.
Zu Kradenbach gehört auch der Wohnplatz Auf dem Bur.

## Geschichte
1563 umfasste Kradenbach unter dem Namen Cradenbach sechs, 1684 drei Feuerstellen. Landesherrlich gehörte die Ortschaft bis Ende des 18. Jahrhunderts zum Kurfürstentum Trier und unterstand als Teil des Zents Sarmersbach im Hochgericht Daun der Verwaltung des Amtes Daun.
Einwohnerentwicklung
Die Entwicklung der Einwohnerzahl von Kradenbach, die Werte von 1871 bis 1987 beruhen auf Volkszählungen:
| Jahr | Einwohner |
| ---- | --------- |
| 1815 | 60        |
| 1835 | 89        |
| 1871 | 88        |
| 1905 | 110       |
| 1939 | 104       |
| 1950 | 102       |
| 1961 | 108       |

| Jahr | Einwohner |
| ---- | --------- |
| 1970 | 105       |
| 1987 | 132       |
| 1997 | 153       |
| 2005 | 160       |
| 2011 | 150       |
| 2017 | 151       |
| 2023 | 145       |

## Politik

### Bürgermeister
Klaus Rödder ist seit dem 20. August 2019 Ortsbürgermeister von Kradenbach.
Rödders Vorgänger als Ortsbürgermeister war Helmut Pauly.

### Wappen
| Wappen von Kradenbach | Blasonierung: „In Silber; durch einen blauen Wellenstab gespalten; vorne ein rotes Balkenkreuz; hinten drei rote Mitren übereinander.“ |
| Wappen von Kradenbach | |

## Verkehr
Kradenbach ist über die Landesstraßen 46 und 67 an die Bundesautobahn 1, Anschlussstelle Kelberg, angebunden.
Seit 8. Dezember 2018 verkehrt die Buslinie 520 in die Kreisstadt Daun und die Gemeinde Kelberg (mit Zwischenhalt in Neichen und Kradenbach und dem Industriegebiet Rengen). Im Ortskern gibt es die Haltestelle Maibaum.

## Siehe auch

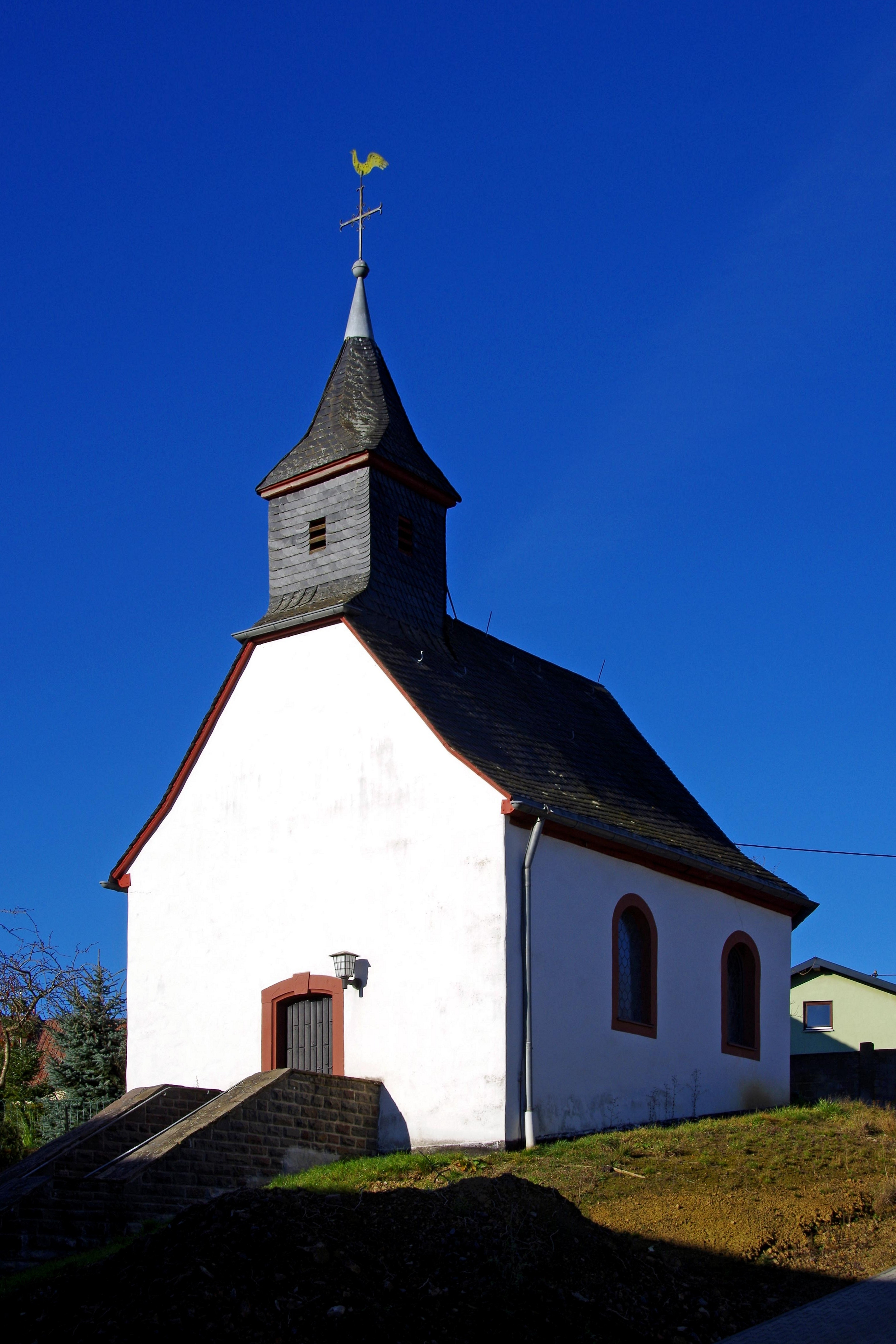
St. Maternus
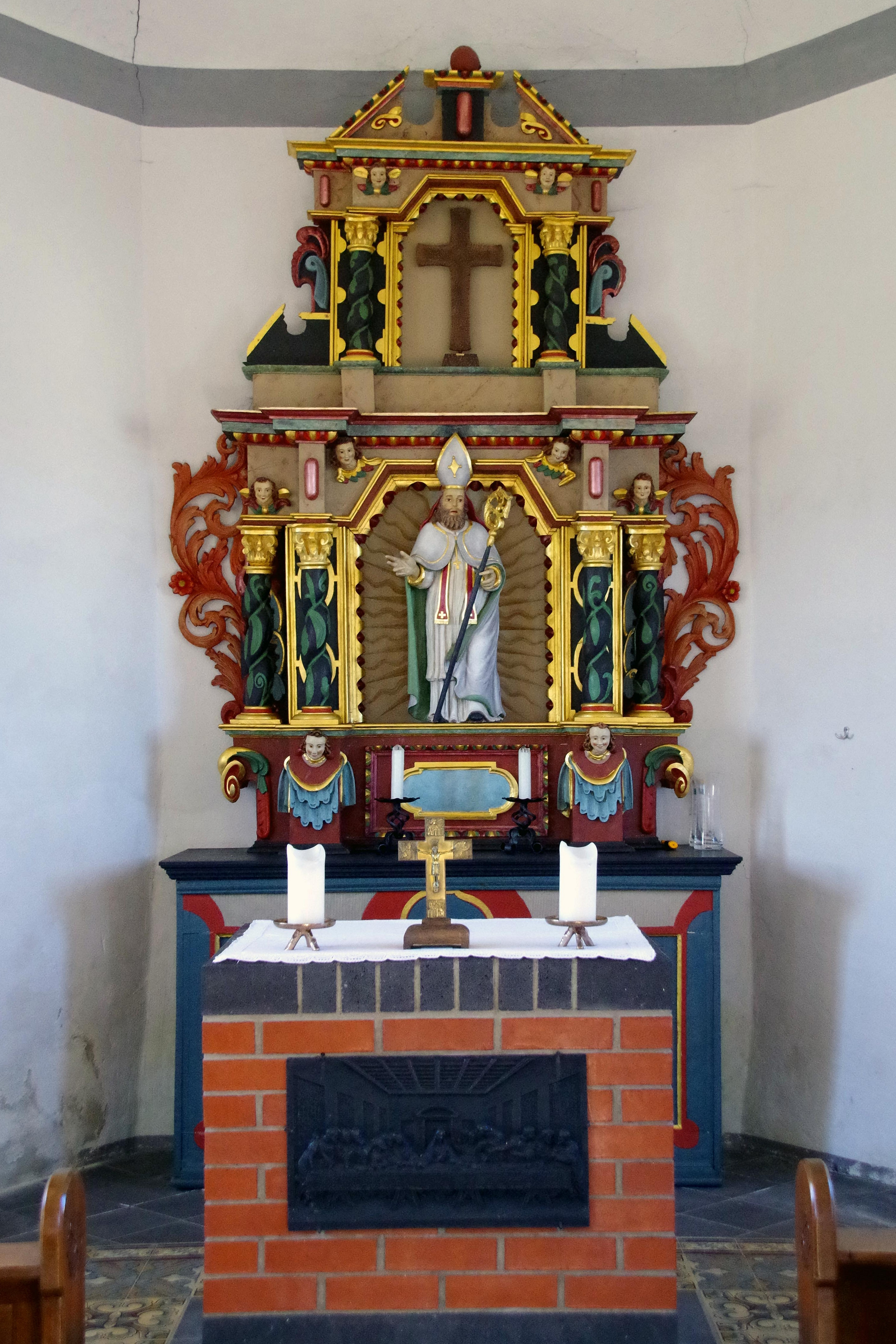
St. Maternus-Altar
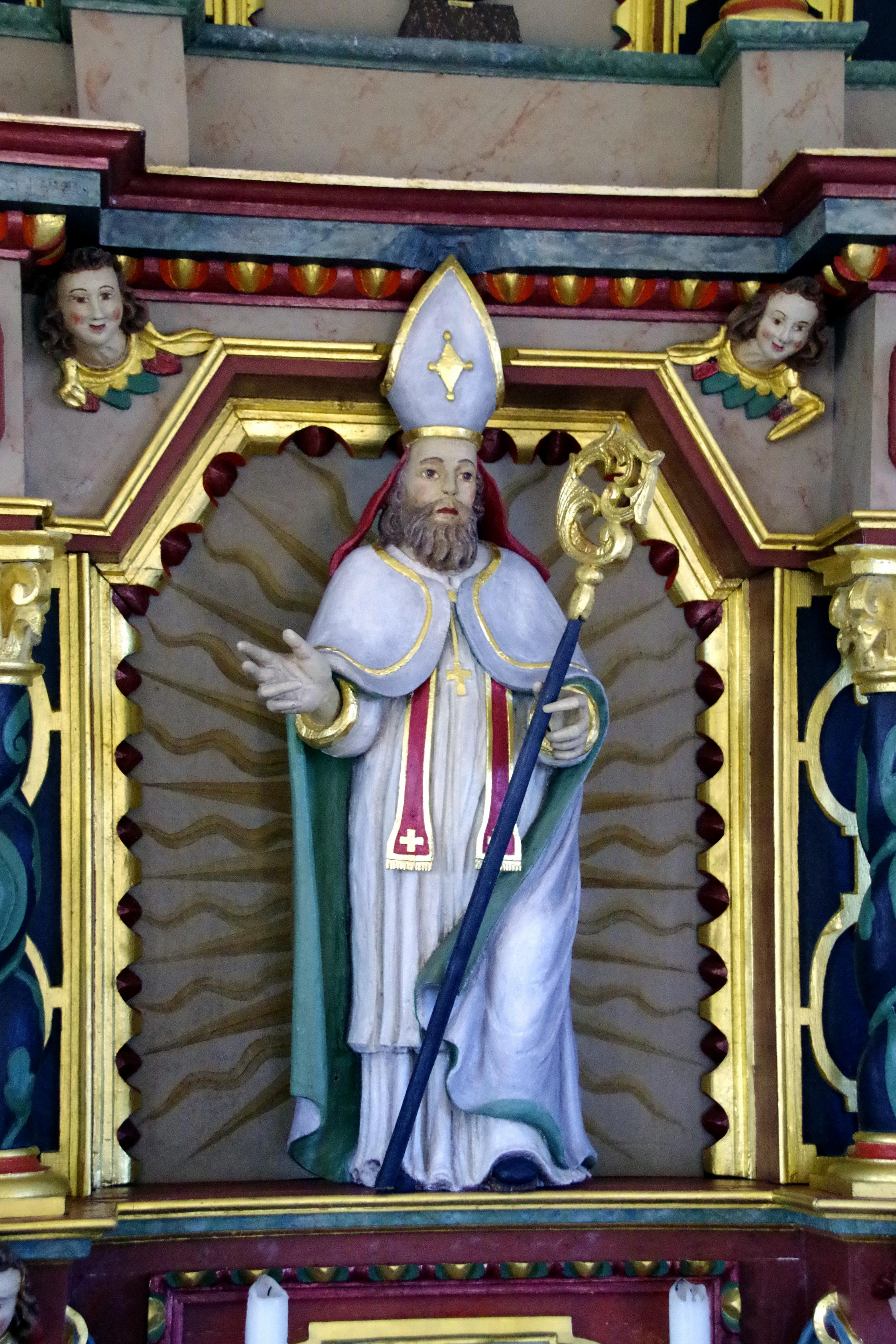
Bischof Maternus
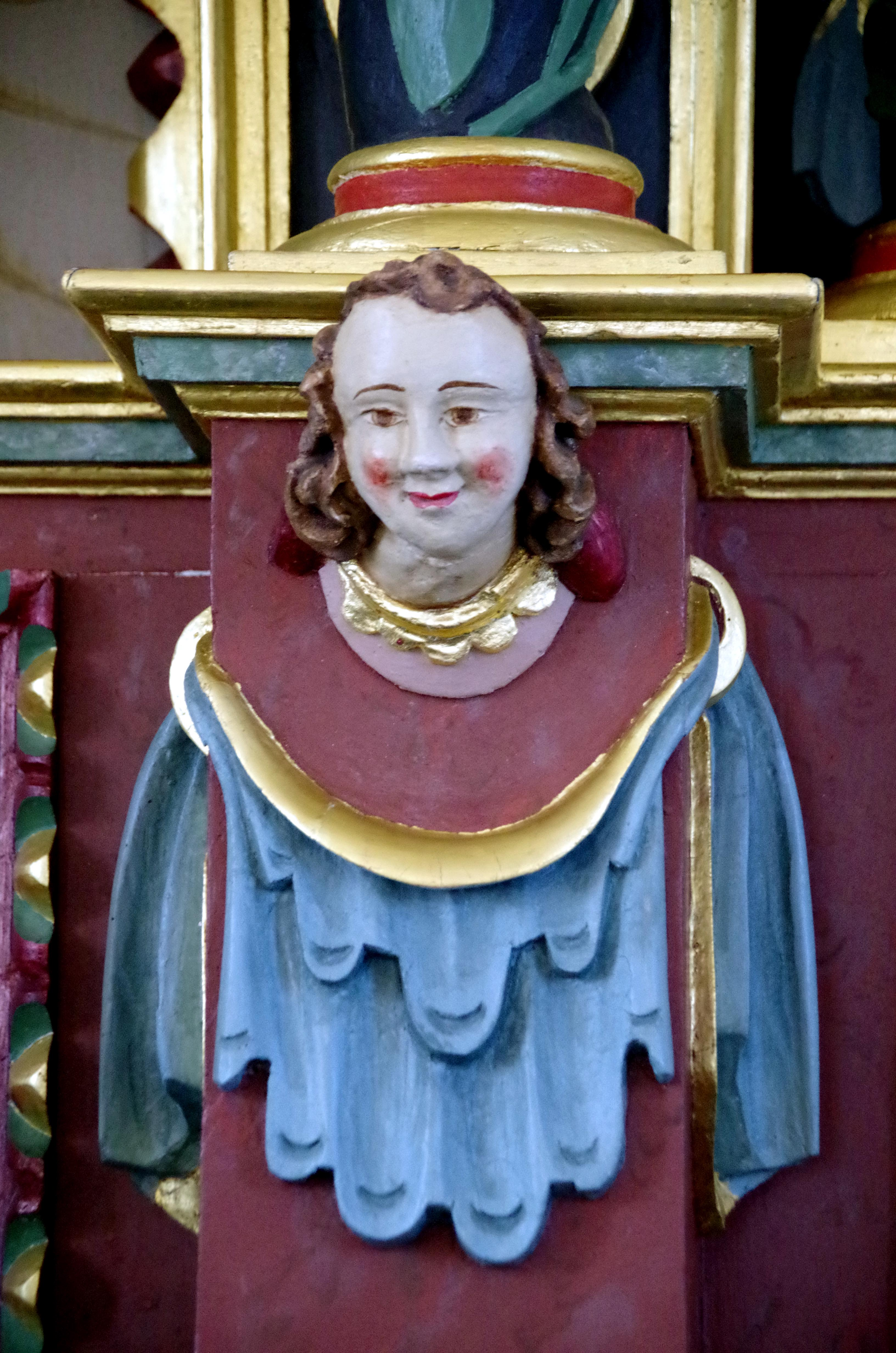
Altarengel
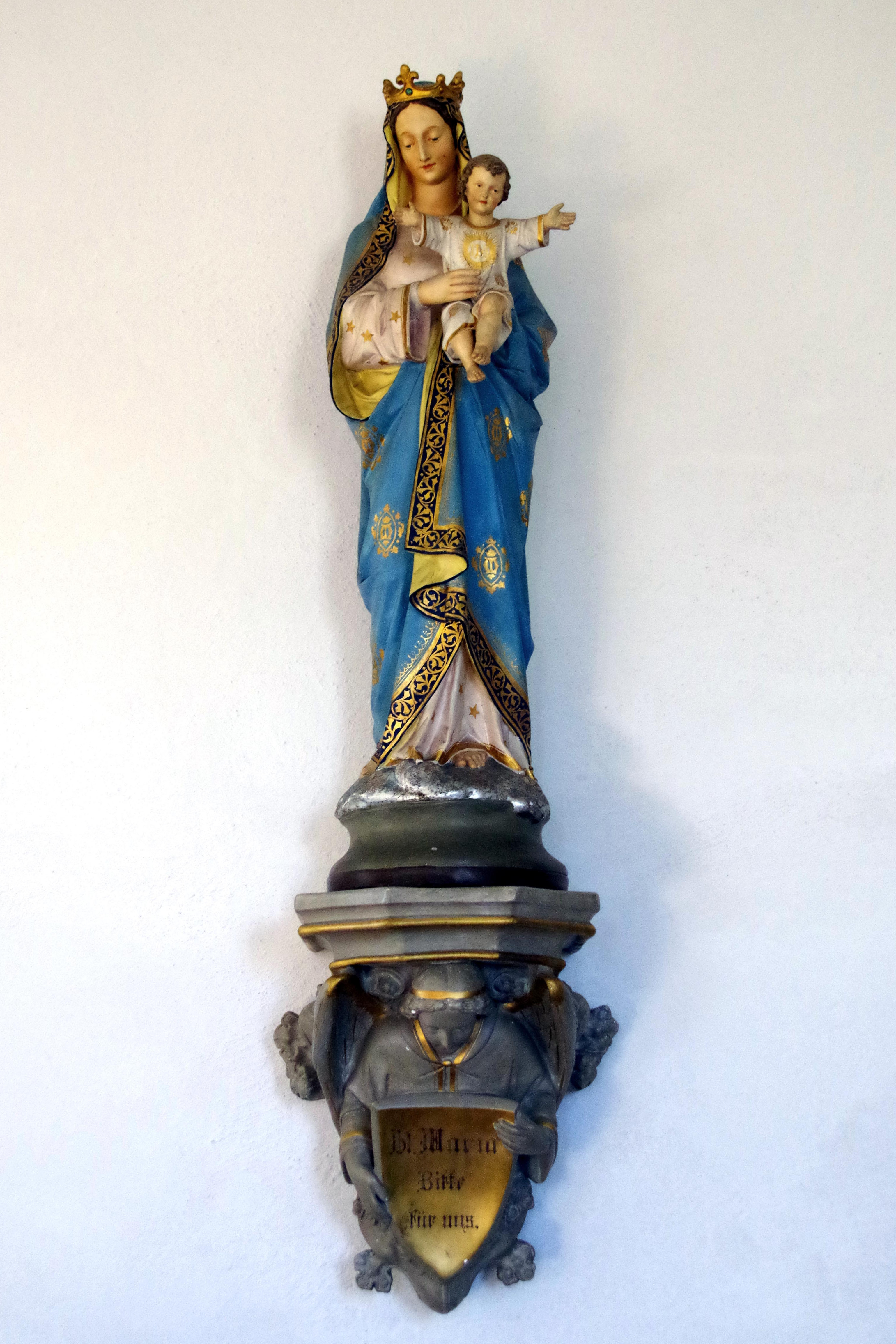
Marienstatue (19. Jh.)